# Grijze gors
De grijze gors (Emberiza cia), is een in Noord-Afrika, Europa en Azië voorkomend lid van de gorzenfamilie.

## Kenmerken
Een grijze gors is 15 tot 16,5 cm lang (van het puntje van de snavel tot het uiteinde van de staart). In het veld zijn de grijze keel van het mannetje en het grijs-zwarte streep patroon op de kop de beste kenmerken. Hierbij zijn vooral de twee zwarte kruinstrepen opvallend. De gestreepte gors. die erg op deze gors lijkt, heeft een geheel grijze kruin.
De zang klinkt als een kwinkelerend tsjurr- tsjirrih-it, de roep is een scherp tsie.

## Voortplanting
De soort broedt op de grond in droog, rotsachtig terrein. Het nest bestaat uit een kommetje van mos of gras, gevoerd met fijner materiaal als haar. De grootte van het legsel varieert van 3 tot 5 vuilwitte grijs bespikkelde eieren van 21 millimeter. Ze worden in 12 of 13 dagen uitgebroed. In gunstige jaren of als het eerste broedsel verloren gaat, kan een tweede broedsel volgen. De jongen worden opgevoed met insecten, oudere vogels eten ook zaden.

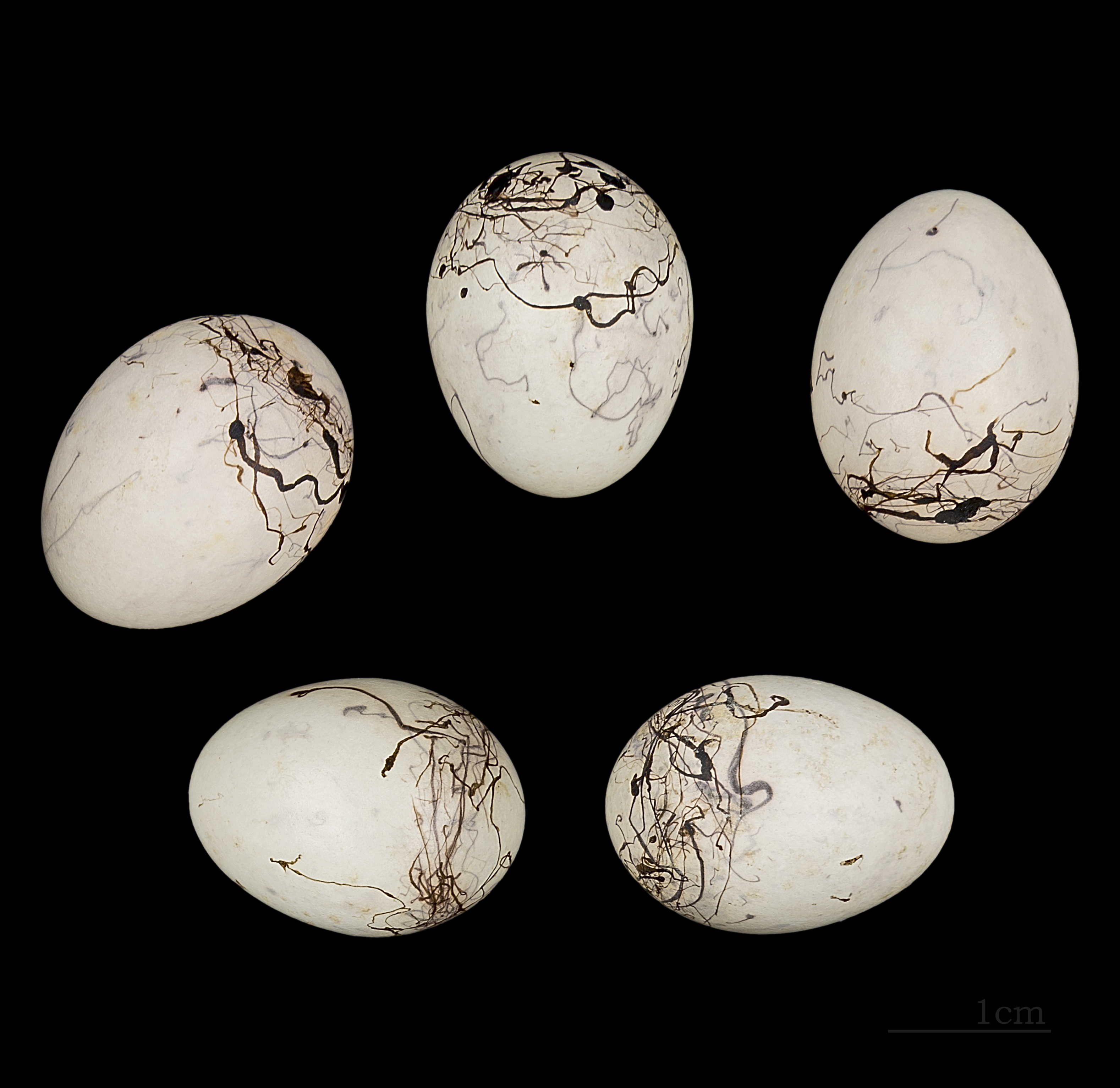
Eieren

## Verspreiding en leefgebied
De soort broedt in een gebied dat zich uitstrekt van Noordwest-Afrika, Zuid-Europa, Turkije, Iran tot in de Himalaya. Het is in zijn revier voornamelijk een standvogel, al trekken de meest noordelijke populaties in de winter naar het zuidelijke gedeelte van het verspreidingsgebied. Het leefgebied bestaat uit rotsige hellingen in berggebieden boven de boomgrens in spaarzaam met doornstruiken, gras en kruidachtige vegetatie begroeid terrein. Plaatselijk zijn er populaties op zeeniveau in rotsig kaal, spaarzaam begroeid terrein.
In Duitsland komt de soort op met  wijngaarden bedekte, steile berg- en heuvelhellingen voor, o.a. langs de Ahr, de Moezel en de Rijn bezuiden Königswinter.
De soort telt zes ondersoorten:
- E. c. cia: van centraal en zuidelijk Europa tot de Balkan en noordelijk Turkije, noordwestelijk Afrika.
- E. c. hordei: van Griekenland via zuidelijk Turkije, zuidwaarts tot Israël en Jordanië.
- E. c. prageri: de Kaukasus, zuidelijk Oekraïne, oostelijk Turkije en zuidwestelijk en noordelijk Iran.
- E. c. par: van noordoostelijk Iran tot centraal Azië en noordelijk Pakistan.
- E. c. stracheyi: van de noordwestelijke Himalaya tot zuidwestelijk Tibet en Nepal.
- E. c. flemingorum: centraal Nepal.

### Voorkomen in deLage Landen
De grijze gors is een zeer zeldzame dwaalgast in Nederland en België. Tot 2008 is er maar één bevestigde waarneming.

### Status
De grootte van de wereldpopulatie wordt geschat op 8 tot 49 miljoen individuen. Mogelijk gaat de vogel in aantal nog vooruit. Om deze redenen staat de grijze gors als niet bedreigd op de Rode Lijst van de IUCN.

## Galerij

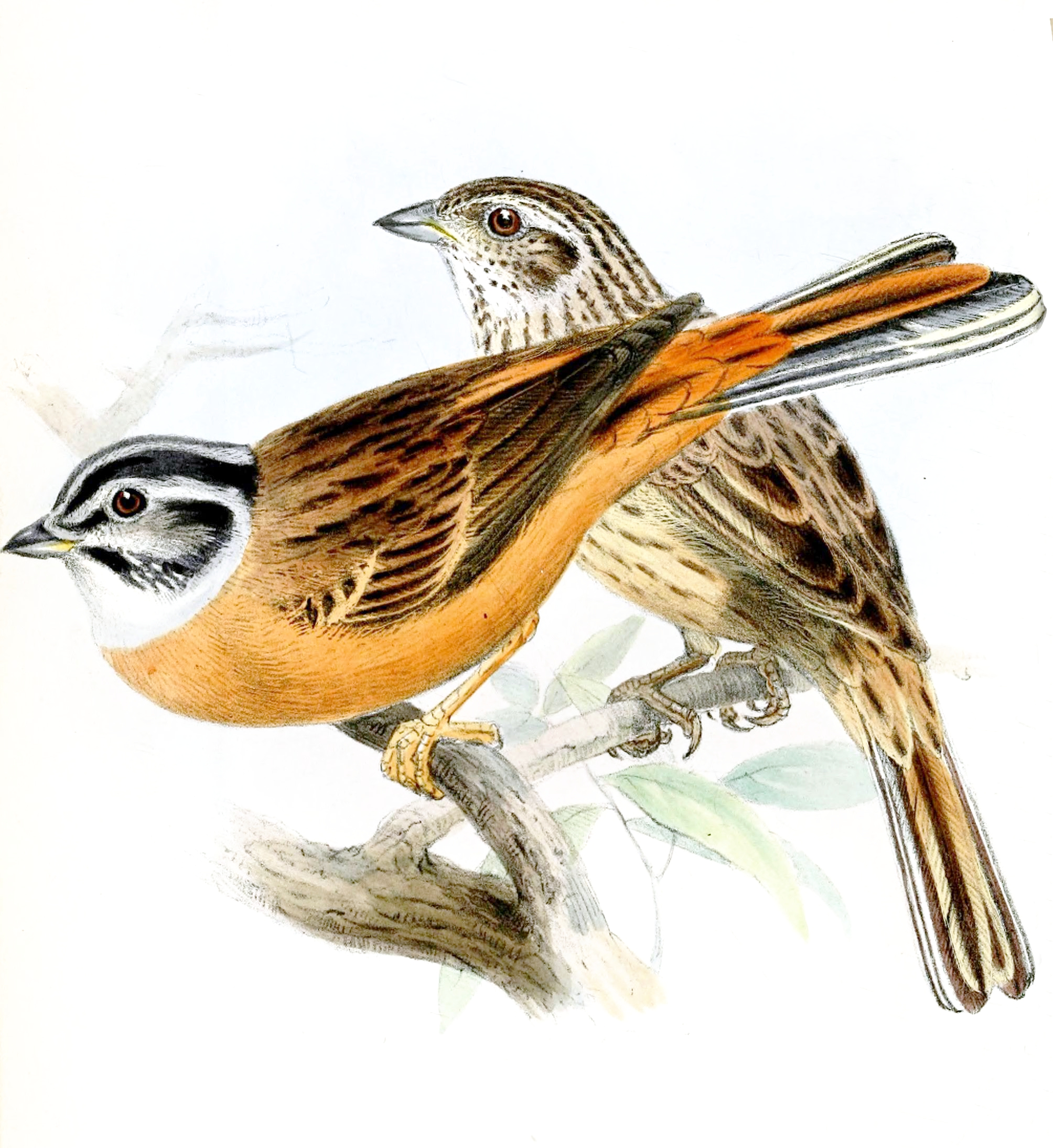
Illustratie door Joseph Wolf

Emberiza affinis · Emberiza aureola · Emberiza bruniceps · Emberiza buchanani · Emberiza cabanisi · Emberiza caesia · Emberiza capensis · Emberiza chrysophrys · Emberiza cia · Emberiza cineracea · Emberiza cioides · Emberiza cirlus · Emberiza citrinella · Emberiza elegans · Emberiza flaviventris · Emberiza fucata · Emberiza godlewskii · Emberiza hortulana · Emberiza impetuani · Emberiza jankowskii · Emberiza koslowi · Emberiza lathami · Emberiza leucocephalos · Emberiza melanocephala · Emberiza pallasi · Emberiza poliopleura · Emberiza pusilla · Emberiza rustica · Emberiza rutila · Emberiza sahari · Emberiza schoeniclus · Emberiza siemsseni · Emberiza socotrana · Emberiza spodocephala · Emberiza stewarti · Emberiza striolata · Emberiza sulphurata · Emberiza tahapisi · Emberiza townsendi · Emberiza tristrami · Emberiza variabilis · Emberiza vincenti · Emberiza yessoensis